# The Undeclinables
The Undeclinables, anciennement Undeclinable Ambuscade, est un groupe néerlandais de punk rock. Le groupe commence à jouer pendant l'apogée de la première vague punk/pop de Californie, et fait facilement fait de l'auto-stop. En 2001, le groupe supprime le mot « Ambuscade » de son nom parce qu'il était difficile à retenir. Ils reprennent le nom de Undeclinable Ambuscade pour jouer en 2017.

## Histoire
The Undeclinable Ambuscade est formé en 1992 au collège Rodenborch, à Rosmalen, lorsque Jasper Vergeer, Skanne van Selst et Jorg Smeets décident de monter un groupe. Ils achètent des instruments et commencent leurs parcours. Helmer Lathouwers les rejoints après une représentation à l'école, et plus tard Dennis Doesburg. En 1994, ils participent à la Revenge of Brabant, après se fait connaître dans la région de Bois-le-Duc grâce, entre autres, au festival Boschkilde. Après cette compétition, ils se font connaître dans tout le Brabant. Ils commencent par jouer du garage rock, mais passent rapidement au punk rock westcoast, un mouvement très populaire aux Pays-Bas au milieu des années 1990. Après le Brabant, le groupe se fait connaître à l'international jouant trois fois au Lowlands et une fois au Pinkpop.
En 1996, ils se voit proposer un contrat d'enregistrement par (la branche européenne de) Epitaph Records : le label de leurs héros américains, à savoir NOFX et Bad Religion. Ils sortent trois CD, dont Their Greatest Adventures. La chanson 7 Years, en duo avec Aline Bruyns, figure sur le troisième volume de la populaire série de compilations Punk-O-Rama d'Epitaph. Le groupe se fait connaître en Europe, et effectue des tournées en Espagne et en Italie, entre autres.
Jasper Vergeer, le chanteur du groupe à l'époque, se lasse peu à peu des tournées et des fêtes. En 2003, en Suisse, il l'a dit pour la première fois à son groupe. Il commence à considérer les membres du groupe de plus en plus comme des collègues. Une suite de l'album Sound City Burning (2001),. est prévue. Mais en 2005, Jasper Vergeer explique qu'il ne voulait pas terminer l'album. Le groupe se sépare, mais revient sous le nom de The Undeclinables, avec un nouveau chanteur : Erik van Haaren. L'album est réédité en 2008 et reçoit un accueil mitigé.
En 2009, la décision finale est prise de dissoudre The Undeclinables. Skanne van Selst, Jorg Smeets et Erik van Haaren tentent de former un nouveau groupe. Helmer et Dennis choisissent chacun leur propre voie. Le dimanche 20 décembre 2009, The Undeclinables donne son concert d'adieu à Bois-le-Duc, la ville où tout a commencé en 1992. Le 23 novembre 2016, le groupe annonce qu'il donnerait un autre concert de réunion au Groezrock sous le nom Undeclinable Ambuscade. Au début de l'année 2017, le groupe est programmé dans plusieurs festivals, dont le Groezrock. En outre, le groupe joue un certain nombre de concerts (d'essai). Lors de ces concerts de réunion, le chanteur original Jasper Vergeer revient en tant que chanteur ; Erik van Haaren joue la troisième guitare.

## Discographie

### Albums studio
- 1994 : Soft Squeaking Ernie on Swing!
- 1996 : Their Greatest Adventures
- 1998 : One for the Money
- 2001 : Sound City Burning
- 2008 : The Undeclinables

### Singles et EP
- 1995 : Fastflavouredfartcoreforourfinestfistfuckingfoolsandfriends
- 1996 : African Song
- 1998 : Trapped
- 1998 : Walking on Air

### Démo
- 1993 : Da Neighbour's Dog (démo)